# 大西岔镇
大西岔镇，是中华人民共和国辽宁省丹东市宽甸满族自治县下辖的一个乡镇级行政单位。

## 行政区划
大西岔镇下辖以下地区：
大西岔村、北江村、沿江村、小荒沟村、临江村、双安村、杨林村、明安村和和平村。